# Monstera filamentosa
Monstera filamentosa är en kallaväxtart som beskrevs av Thomas Bernard Croat och Michael Howard Grayum. Monstera filamentosa ingår i släktet Monstera och familjen kallaväxter. Inga underarter finns listade.